# Xuân Phú, Xuân Trường
Xuân Phú là một xã thuộc huyện Xuân Trường, tỉnh Nam Định, Việt Nam.
Xã Xuân Phú có diện tích 7,01 km², dân số năm 1999 là 9297 người, mật độ dân số đạt 1326 người/km².